# Ревуцький Дмитро Миколайович
Дмитро́ Микола́йович Реву́цький (5 квітня 1881, Іржавець, Чернігівська губернія, Російська імперія — 29 грудня 1941, Київ, УРСР) — український мистецтвознавець, літературознавець, музикознавець, фольклорист, перекладач. Брат Левка Ревуцького, батько Валер'яна Ревуцького, родич Олекси та Миколи Стороженків.

## Походження

Олександра Дмитрівна та Микола Гаврилович Ревуцькі, 1905 рік, фото Л. Ревуцького

Батько — Микола Гаврилович (1843—1906) мав непоганого баса та інколи співав дещо з репертуару для цього голосу та грав на скрипці під акомпанемент дружини. Гарні вокальні дані були в нього в роду — його старший брат Олександр був артистом Петербурзької італійської опери.
Мати — Олександра Дмитрівна (Каневська) (1844–1906) –дочка предводителя прилуцького дворянства, до шлюбу шкільна вчителька в селі Іржавець, фольклористка. Вільно володіла французькою і німецькою мовами, здобула музичну освіту в пансіоні для панночок села Римарівців Гадяцького повіту в німецького вчителя Блюмеля. Грала на фортепіано (виконувала твори Шопена, сонати Бетховена), збирала місцевий пісенний фольклор. У 1880 році взяла шлюб із Миколою Гавриловичем Ревуцьким. Листувалася з Л. Толстим щодо організації навчання у сільській школі. Ці матеріали в 1930 р. Дмитро Миколайович Ревуцький передав до музею «Ясная Поляна». Коли Лев Толстой був у Бахмачі в маєтку художника Миколи Ге, відбулося їхнє особисте знайомство.
За материнською лінією належав до козацького шляхетського роду Стороженків, а отже, був нащадками двох гетьманів водночас: Богдана Хмельницького — по дочці Марії Богданівні, одруженій із Іваном Стороженком, та Павла Полуботка (його правнука Феодосія була прабабою братів Ревуцьких).
Дід, материн батько, Дмитро Кіндратович Каневський, військовий, вийшов у відставку в чині штабс-ротмістра Харківського уланського полку, оселився в Іржавці. Дід за батьком, Гаврило Романович Ревуцький, був священиком.

## Біографія
Навчався в Чернігівській (1891—1899) та Прилуцькій (1890, 1899—1900) гімназіях. Після закінчення Прилуцької гімназії Дмитро вступив на історико-філологічний факультет Київського університету. Співає в студентському хорі, де на нього звертає увагу Микола Лисенко. Невдовзі Дмитро Ревуцький стає помічником старости хору й опиняється в найтіснішому колі прихильників і соратників Лисенка.

Після закінчення університету у 1906 році деякий час викладає словесність в Ревелі (нині Таллінн). Лише в 1909 році завдяки сприянню Миколи Лисенка, за запрошенням Володимира Науменка Ревуцький одержує посаду вчителя словесності в Києві, у класичній гімназії. Через рік — педагог 7-ї гімназії. Пізніше, після 1917 року викладав у 49-й трудовій школі. Серед його учнів були М. Рильський, М. Алексєєв, С. Крашенінніков і К. Паустовський. Максим Рильський згадував:
«До Дмитра Миколайовича в гості непереможно вабила мене атмосфера справжнього, хорошого мистецтва — слова, пісні, музика, — якою напоєна була завжди його домівка. Ентузіаст, глибокий знавець і цікавий інтерпретатор пісні, Дмитро Миколайович виконував нам на вечірках у себе і українські та російські пісні, думи, билини, і зразки західноєвропейської вокальної творчості…»
У 1918–1932 рр. професор Київського Музично-Драматичного Інституту імені М. В. Лисенка, викладав орфоепію — дикцію і декламацію та спеціальний курс «Історія пісні», який був розроблений особисто ним і не мав аналогів у світовій педагогічній практиці. Цей курс обумовлював цикл вокальних демонстрацій. До співпраці з реалізації цього учбового курсу долучилися професори Микола Філімонов (співак, баритон, перекладач вокальних творів) і Кость Реґаме (піаніст).
У 1919 році побачили світ його фундаментальні «Українські думи та пісні історичні», нотний матеріал до яких підготував Левко Ревуцький. Згодом виходять два випуски «Козацьких пісень» і «Галицькі пісні» в обробці Левка з коментарями Дмитра Ревуцького та три випуски «Золоті ключі» по 125 українських народних пісень із академічними коментарями. Створює перший український театральний підручник «Живе слово. Теорія виразного читання».
У 1920-ті роки Ревуцький береться за переклад світової оперної та вокальної класики українською мовою — за п'ятирічку планувалося здійснити український переклад 15 тисяч вокальних творів. Його соратниками у цій справі стають провідні українські митці — Людмила Старицька-Черняхівська, Микола Зеров, Павло Филипович, Борис Тен (Микола Хомичевський) та Максим Рильський. В 1921 році став одним із організаторів Комітету пам'яті М. Д. Леонтовича.
У 1922 році Разом з К. Квіткою став одним з організаторів Етнографічного кабінету ВУАН, на базі якого пізніше буде створено академічний Інститут мистецтвознавства, фольклористики та етнології імені М. Т. Рильского НАН України.
Згодом зазнав гонінь радянської влади за «буржуазний націоналізм» та розповсюдження «петлюрівської ідеології» й 1932 року звільнений з інституту. Від арешту братів Ревуцьких рятує робота над оперою Лисенка «Тарас Бульба», яку радянська влада вирішила «наблизити до оригіналу Миколи Гоголя» та причетність до появи «Пісні про Сталіна» (музика Левка Ревуцького, слова Максима Рильського). Тоді ж репресували колег Ревуцького: професора Миколу Філімонова 1933 року засудили на вислання, а наприкінці 1930-х загинув у катівнях НКВС професор Кость Реґаме.
1938 року поновлений як старший науковий співробітник Інституту фольклору АН УРСР й як викладач Київського Театрального Інституту, але вже у вересні 1939 року Дмитра Ревуцького остаточно звільняють з усіх посад.
Брав активну участь у підготовці й проведенні знаменитої Республіканської наради кобзарів у квітні 1939 року, де, крім доповіді, ще й виконував народні думи та пісні, демонстрував давні традиції кобзарського співу.

### Смерть
У вересні 1939 року його остаточно звільнили з усіх посад. В композитора стається інсульт, імовірною причиною якого було викрадення майже готової книги про українських кобзарів. Втративши мову, він майже рік пролежав у ліжку. А коли почав ставати на ноги — до нього підселили наглядача з «органів». Це змусило Ревуцького навесні 1941 р. перебратись до помешкання його близького друга, художника Василя Кричевського.
У вересні 1941-го всім відомим діячам у Києві висунули категоричну вимогу залишити місто. Відмова закінчувалася арештом і можливим розстрілом (так сталося з артистом Донцем, якого, імовірно, розстріляли разом із Петром Франком). Через перенесений інсульт Ревуцький, який досі ледь пересувався по квартирі, не зміг евакуюватися й залишився в Києві, що мало фатальні наслідки. Після окупації Києва німцями він відновив роботу над упорядкуванням листів та нотних сторінок із архіву Лисенка та роботою над монографією про його життя і творчість. До київської газети «Українське слово», яку видавали в Києві Олена Теліга та її колеги, подав дві статті — «Український фольклор» та «Український фольклор і Лисенко».
Це, очевидно, і стало причиною його жахливої смерті. 29 грудня 1941 року, коли разом з дружиною перебував у власній квартирі, на обох вчинено напад (імовірно, то справа рук агентів НКВС). Молоток, яким немічній людині завдано 34 удари, зірвався з держака і, пробивши внутрішнє віконне скло, «спочивав між рамами».

Вадим Павловський, фотограф судово-медичної експертизи і близького знайомого Дмитра Ревицького, так описував картину злочину:
«Тіло Дмитра Миколайовича лежало в фотелі за письмовим столом, над забризканим кров'ю рукописом про Лисенка. Голова його була пробита вдарами молотка. Вбивця вдарив безборонного інваліда по голові тридцять чотири рази і бив би в скаженій люті й далі, коли б від сили ударів не зломилось держално молотка і голівка його не відлетіла, пробивши внутрішню шибку вікна.
Дружину Ревуцького, теж з пробитою молотком головою, проте ще живу, знайшли коло вхідних дверей і вже забрали до лікарні, як я прийшов, але вона вмерла непритомною. Видно було, що вона відчинила двері вбивцям; вони вдарили її по голові й кинулися далі, до її чоловіка. […] Вбивці вислідили момент, коли вранці в хаті лишилися тільки двоє старих, і вдерлися до мешкання. Вони не взяли нічого з цінних речей; навпаки, вони ще покинули там, немов підпис під своєю роботою, червоноармійську шапку давно скасованого взірця — „будьоннівку“.

Вбивців ніколи не зловили, але все свідчило про те, що це була робота більшовицьких аґентів — одверта, демонстративна розправа з видатним культурним діячем України, одним з тих, які залишилися в Києві. І шалено-люта, озвіріла розправа. Востаннє бачив я Дмитра Миколайовича Ревуцького на столі Київського судовомедичного морґу. І тоді я порахував, зціпивши зуби, проломи від молотка на його черепі — всі тридцять чотири.»
Відспівані 1 січня 1942 року в Андріївській церкві. Подружжя Ревуцьких поховали 1 січня 1942 року на Байковому кладовищі (центральна алея, ділянка № 2).
Довгий час таємниця вбивства Дмитра Ревуцького з дружиною лишалася нерозкритою. Перший час смерть і її обставини замовчувалися, перше повідомлення про смерть Дмитра Ревуцького було скромне (без зазначення обставин кончини) і вкрай непомітне на газетній шпальті «Нового українського слова»: «За повідомленням міської управи, 1 січня 1942 р. відбудеться панахида по трагічно загиблому етнографу Дмитру Ревуцькому та його дружині. Похорон відбудеться цілком приватно».
В липні 1942 року німецька поліція Києва офіційно повідомила, що смерть подружжя Ревуцьких — справа рук «комуністичих бандитів»: «Злочин зроблено з політичних мотивів. Вбивці пограбували всі золоті й цінні речі, що знаходилися в помешканні. Вбивці: Федір Ревуцький, Володимир Кудряшов, Сергій Пащенко та Ґеорґій Левицький, які всі проживали в Києві, сьогодні розстріляні. Київ, 15 липня 1942 року», — йшлося в повідомленні командира поліції безпеки і СД Київської генеральної округи, опублікованому в газеті «Нове Українське Слово» за 17 липня 1942 року.
Натомість радянські джерела після звільнення Києва в смерті вченого звинувачували нацистів.
Крапки над «і» розставили документи архівів НКВС, які оприлюднила дослідниця Валентина Кузик, де був «звіт» про те, що «в листопаді 1941 року був знищений зрадник Батьківщини професор Ревуцький, який перейшов на службу до німців, виступав у фашистській пресі з наклепами на Радянський Союз».

## Творчий доробок
Ревуцький постійно дбав про піднесення й поширення музичної культури в Україні як організатор численних концертів, виконавець народних пісень і дум, перекладач текстів творів різних європейських композиторів, вчитель-викладач музики і пов'язаних із музикою дисциплін та редактор численних нотних видань (твори світових композиторів, вокальні твори Бетговена, «Галицькі пісні» в обробці Дмитра Ревуцького, «Дуети М. Лисенка», «Козацькі та історичні пісні», три збірки українських народних пісень п. н. «Золоті ключі» та ін.).
Ревуцький переклав для Київського Оперного театру лібрета опер: «Фауст» Шарля Ґуно, «Викрадення із сералю» Вольфганга Амадея Моцарта, «Пророк» Джакомо Меєрбера, «Паяци» Руджеро Леонкавалло, «Продана наречена» Бедржиха Сметани, «Тригрошова опера» Бертольта Брехта — Курта Вайля, «Руслан і Людмила» Михайла Глинки, «Алеко» Сергія Рахманінова.
Автор близько 60 наукових праць, зокрема:
- «Українські думи та пісні історичні» (1919);
- «Живе слово: Теорія виразного читання для школи» (1920);
- «Новий твір української інструментальної музики (про симфонічну поему Р. Ґліера „Запорожці“)» (1925);
- «Кобзарі й лірники (добірка матеріалів). Вступні уваги» (1926);
- «Золоті ключі: Збірник пісень» (1926–29);
- «Андріяшіяда» — опера-сатира М. Лисенка" (1930);
- «Хорова діяльність М. Лисенка» (1931);
- "С. С. Артемовський-Гулак і його комічна опера «Запорожець за Дунаєм» (1936);
- «Лисенко — хоровий диригент» (1937);
- «Шевченко і народна пісня» (1939);
- «Автобіографії М. Лисенка» (1939);
- «Музикальна освіта М. Лисенка» (1940);
- "Український музичний фольклор. «Українське слово» (1941);
- «Український фольклор і Лисенко» (1941).

## Родинні та дружні зв'язки
- Олекса Петрович Стороженко (1806–1874) (двоюрідний брат Ганни Павлівни, бабусі Дмитра Ревуцького по матері)[1][10] — письменник, народознавець, автор оповідань з українського життя, драми «Гаркуша» (покладена в основу лібрето першої — не завершеної — опери М. Лисенка).
- Микола Ілліч Стороженко (1836–1906), далекий родич (брат у п'ятих Дмитра Ревуцького)[1][10] — історик літератури, професор Московського університету, голова Російського Шекспірівського товариства; автор праць про Т. Шевченка та з історії України. Народився в Іржавці, в Москві приймав у своїй квартирі Дмитра Миколайовича.[11]
- В Іржавці сусідами Ревуцьких були Сікорські — родичі авіаконструктора Ігоря Сікорського.
- Приятелем родини був художник Микола Ґе.
- Сергій Маслов (1880–1957) — літературознавець, педагог, професор Київського університету. Товариш Дмитра Миколайовича в Київському університеті (з 1900), хрещений батько Валер'яна Дмитровича Ревуцького.
- Мав дружні стосунки і співробітничав зі співаком А. Доливо-Соботницьким.

## Пам'ять
1997 — встановлена меморіальна дошка на Прилуцькій гімназії.
2002 -– ім'я Дмтра Ревуцького внесено до реєстру «100 найвідоміших українців».